# Magone il Cartaginese
Magone (in latino Mago; fl. III secolo a.C.) è stato un agronomo cartaginese, autore di un trattato di agronomia in 28 volumi e in lingua punica che avrebbe costituito, per tutto il periodo classico, una delle fonti più significative sull'argomento.

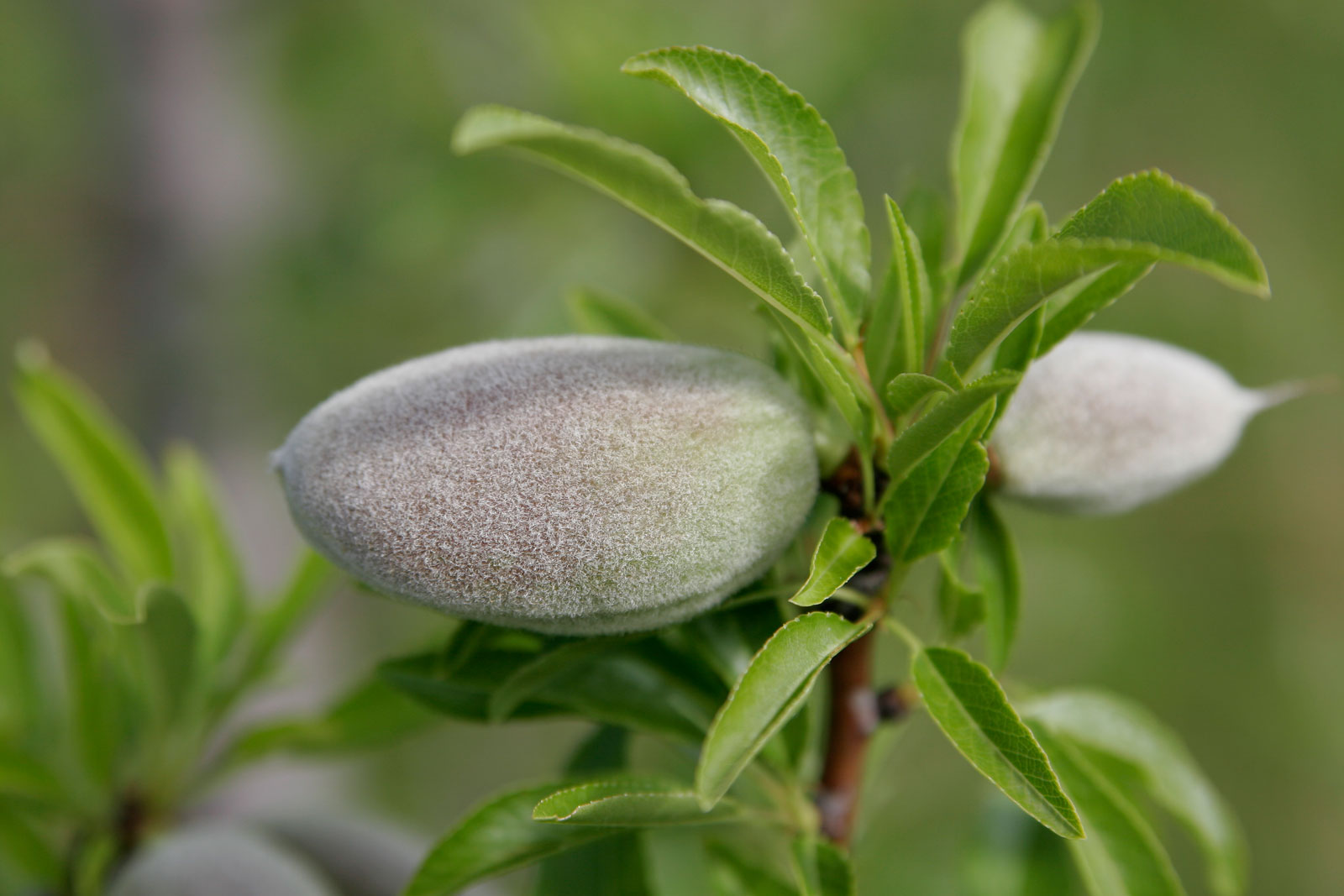
Un brano di Magone inerente alla coltivazione del mandorlo è presente nella Naturalis Historia di Plinio il Vecchio.

Il testo originale è andato perduto, ma sono sopravvissuti alcuni frammenti delle traduzioni in greco e latino.
È probabile che Magone fosse, se non di origine amazigh (berbere), almeno amazighofono: la scrittura di una tale summa delle pratiche agricole e veterinarie degli abitanti della campagna locale (tutti amazighofoni all'epoca) sarebbe stata impossibile senza la perfetta conoscenza di tale lingua.

## Biografia
Nel 146 a.C., la terza guerra punica si concluse con la distruzione di Cartagine ad opera dei Romani. Il contenuto delle biblioteche puniche venne consegnato ai sovrani numidi - alleati di Roma - con l'eccezione dell'opera di Magone che fu traslata a Roma dove sarebbe stata tradotta in latino da Decimo Silano. L'opera - già popolare per la traduzione in greco di Cassio Dionisio, contemporaneo di Magone - fu successivamente riadattata da Diofane di Nicea che la suddivise in sei volumi.
Citazioni da Magone sono presenti nelle opere di autori successivi del periodo classico (Plinio in Naturalis Historia; Varrone in De re rustica; Columella in De Agricultura; Gargilio Marziale in De hortis) e altomedioevale (Geoponica).